# 地震保険料控除
地震保険料控除（じしんほけんりょうこうじょ）とは、地震保険を対象にした税金に関する控除制度をいう。

## 概要
日本では、所得税と個人住民税において採用されている所得控除（物的控除）。2007年分所得税（2008年度住民税）から旧損害保険料控除を改組し創設された。
主に自己又は同一生計の配偶者などが所有している居住用家屋や生活用動産を保険や共済の目的とする契約で、地震等損害に対する保険をかけるために支払った保険料・掛金をもとに計算された金額が、総所得金額等から控除される。契約者配当金等を控除した正味払込保険料が控除対象。
賃貸建物等を目的とした契約や火災保険契約のみは対象外だが、事業用資産に係る地震保険料（火災保険料）については、不動産所得又は事業所得の必要経費へ計上することができる。
また、地震保険料控除に関する経過措置として、2006年（平成18年）12月31日以前に契約した長期損害保険契約等に係る損害保険料（旧損害保険料控除の対象になるもの）については、2007年（平成19年）1月1日以後に保険契約等の変更をしないものに限り、「旧長期損害保険料」として当該控除の対象となる。 

### 控除額
「地震保険料」を支払った場合と、「旧長期損害保険料」を支払った場合とでは、控除額が異なる。
- 1. 地震保険料

| 年間に支払った保険料 | 所得税の控除額 | 住民税の控除額 |
| -------------------- | -------------- | -------------- |
| 50,000円以下         | 全額           | 払込保険料×1/2 |
| 50,000円超           | 50,000円       | 25,000円       |

- 2.  旧長期損害保険料

| 年間に支払った保険料     | 所得税の控除額         | 住民税の控除額         |
| ------------------------ | ---------------------- | ---------------------- |
| 5,000円以下              | 全額                   | 全額                   |
| 5,000円超10,000円未満    | 全額                   | 払込保険料×1/2+2,500円 |
| 10,000円以上15,000円未満 | 払込保険料×1/2+5,000円 | 払込保険料×1/2+2,500円 |
| 15,000円以上20,000円未満 | 払込保険料×1/2+5,000円 | 10,000円               |
| 20,000円以上             | 15,000円               | 10,000円               |

- 3. 1と2の双方からなる場合

1の額と2の額の合算額（上限： 所得税50,000円、住民税25,000円）

### 手続き
確定申告又は年末調整において、原則として「地震保険料控除証明書」が必要とされる。